# Lillesjön (Tämta socken, Västergötland)
Lillesjön är en våtmark, tidigare sjö i Borås kommun i Västergötland och ingår i Göta älvs huvudavrinningsområde.